# Internet Computer Chess Tournament
L'Internet Computer Chess Tournament (spesso abbreviato CCT) è un torneo per motori scacchistici che si tiene annualmente dal 2000 su Internet Chess Club. Diversamente dai comuni tornei tra motori scacchistici, non vi sono costi di partecipazione legati agli spostamenti delle squadre, così la partecipazione è solitamente abbastanza elevata.
Per partecipare al torneo è necessario essere gli autori del motore scacchistico, che deve potersi connettere al server per il torneo. Il formato è un sistema svizzero variabile tra 7 e 9 turni di gioco, con una cadenza (dal CCT7 in poi) di 50 minuti con 3 secondi di incremento. Il torneo è organizzato per essere completato in un fine settimana.
Il CCT12 (2010) si è tenuto su FICS.

## Risultati
| Edizione | Anno | Vincitore     |
| -------- | ---- | ------------- |
| 1        | 2000 | Crafty        |
| 2        | 2000 | Shredder      |
| 3        | 2001 | Fritz, Ferret |
| 4        | 2002 | Junior        |
| 5        | 2003 | Ruffian       |
| 6        | 2004 | Crafty        |
| 7        | 2005 | Zappa         |
| 8        | 2006 | Rybka         |
| 9        | 2007 | Rybka         |
| 10       | 2008 | Rybka, Naum   |
| 11       | 2009 | Rybka         |
| 12       | 2010 | Sjeng         |
| 13       | 2011 | Sjeng         |